# NHibernate
NHibernate es la conversión de Hibernate de lenguaje Java a C# para su integración en la plataforma .NET. Al igual que muchas otras herramientas libres para esta plataforma, NHibernate también funciona en Mono.
Al usar NHibernate para el acceso a datos el desarrollador se asegura de que su aplicación es agnóstica en cuanto al motor de base de datos a utilizar en producción, pues NHibernate soporta los más habituales en el mercado: MySQL, PostgreSQL, Oracle, MS SQL Server, etc. Sólo se necesita cambiar una línea en el fichero de configuración para que podamos utilizar una base de datos distinta.
NHibernate es software libre, distribuido bajo los términos de la LGPL
(Licencia Pública General Menor de GNU).